# Seznam majáků v New Jersey
Seznam majáků v New Jersey
Majáky na území státu New Jersey se nachází na pobřeží, které je ohraničené zálivem New York (New York Bay) a ústím řeky Hudson na severovýchodě až po záliv Delaware (Delaware Bay) a ústí řeky Delaware na jihozápadě. Pobřeží omývané Atlantským oceánem je nízké a písčité s bariérovými ostrovy a zátokami. Na území státu New Jersey stojí nejstarší americký maják Sandy Hook.
| Název                      | Stav                             | Obrázek | Místo                            | souřadnice                            | Výška světla [m n. m.] | Charakteristika   | Dosah [nm (km)]                 | Admirality | USCG    | ARLHS    |
| -------------------------- | -------------------------------- | ------- | -------------------------------- | ------------------------------------- | ---------------------- | ----------------- | ------------------------------- | ---------- | ------- | -------- |
| Absecon                    | deaktivován v roce 1933          |         | Atlantic City                    | 39°21′58″ s. š., 74°24′52″ z. d.      | 51                     | F W               |                                 | ex J1238   |         | USA-001  |
| Barnegat Lighthouse        | Aktivní                          |         | Barnegat Light                   | 39°45′51,62″ s. š., 74°6′22,39″ z. d. | 50                     | Fl W 10s          | 22 nm (41 km)                   | J1223      | 2-0958  | USA-39   |
| Brandywine Shoal           | Aktivní                          |         | Delaware Bay (Lower)             | 38°59′11,04″ s. š., 75°6′48,6″ z. d.  | 18                     | Fl W 10s          | 13 nm (24 km)                   | J1264      | 2-1555  | USA-76   |
| Cape May                   | Aktivní                          |         | Cape May Point                   | 38°55′58,8″ s. š., 74°57′37,5″ z. d.  | 50                     | Fl W 15s          | 24 nm (44 km)                   | J1256      | 2-0958  | USA-127  |
| Chapel Hill Rear Range     | Deaktivován 1957                 |         | Leonardo                         | 40°23′53,88″ s. š., 74°3′31,32″ z. d. | 9,5                    |                   |                                 |            |         | USA-153  |
| Conover Beacon             | Deaktivován 1957                 |         | Leonardo                         | 40°23′53,88″ s. š., 74°3′31,32″ z. d. | 12                     |                   |                                 |            |         | USA-191  |
| Cross Ledge                | Deaktivován 1910                 |         | Downe Township                   | 39°12′14,4″ s. š., 75°13′50,52″ z. d. | 18                     |                   |                                 |            |         | USA-931  |
| East Point (Maurice River) | Aktivní                          |         | Heislerville                     | 39°11′45″ s. š., 75°1′38″ z. d.       | 13                     | Iso W 6s R sektor | R 9 nm (16,6 km) W 7 nm (13 km) | J1273,6    | 2-1695  | USA-262  |
| Elbow of Cross Ledge       | Deaktivován 1953                 |         | Delaware Bay (Middle)            | 39°10′53,76″ s. š., 75°16′5,88″ z. d. | 19                     |                   |                                 |            |         | USA-931  |
| Finns Point Range Rear     | Deaktivován 1950                 |         | Pennsville Township              | 39°37′2″ s. š., 75°32′3″ z. d.        | 35                     |                   |                                 |            |         | USA-285  |
| Great Beds                 | Aktivní                          |         | South Amboy                      | 40°29′12″ s. š., 74°15′12″ z. d.      | 19                     | Fl R 6s           | 6 nm (11 km)                    | J1058      | 1-36430 | USA-344  |
| Hereford Inlet             | Aktivní                          |         | North Wildwood                   | 39°0′24″ s. š., 74°47′32″ z. d.       | 17                     | Fl W 10s          | 13 nm (24 km)                   | J1244      | 2-0090  | USA-370  |
| Ludlam's Beach             | Deaktivován 1924 Zbořen 2010     |         | Sea Isle City                    | 39°9′35,21″ s. š., 74°41′17,05″ z. d. |                        |                   |                                 |            |         | USA-461  |
| Miah Maull Shoal           | Aktivní                          |         | Downe Township                   | 39°7′36″ s. š., 75°12′35″ z. d.       | 18                     | Oc W 4s           | 12 nm (22 km)                   | J1268      | 2-1585  | USA-492  |
| Navesink Twin              | Aktivní severní věž od roku 1962 |         | Highlands                        | 40°23′46,4″ s. š., 73°59′8,8″ z. d.   | 75                     | Iso W 10s         |                                 | J1032      | 1-35025 | USA-530  |
| Robbins Reef               | Aktivní                          |         | Bayonne                          | 40°39′26,51″ s. š., 74°3′55,28″ z. d. | 17                     | Fl G 6s           | 7 nm (13 km)                    | J1156      | 1-34975 | USA-695  |
| Romer Shoal                | Aktivní                          |         | Lower New York Bay               | 40°30′46,82″ s. š., 74°0′48,67″ z. d. | 16                     | Fl (2) W 15s      | 15 nm (28 km)                   | J1090      | 1-35070 | USA-701  |
| Sandy Hook                 | Aktivní                          |         | Middletown Township (Sandy Hook) | 40°27′42″ s. š., 74°0′7″ z. d.        | 27                     | F W               | 19 nm (35 km)                   | J1040      | 1-35190 | USA-1036 |
| Sea Girt                   | Deaktivován 1955                 |         | Sea Girt                         | 40°8′12,12″ s. š., 74°1′39″ z. d.     | 18                     |                   |                                 |            |         | USA-744  |
| Ship John Shoal            | Aktivní                          |         | Delaware Bay (Upper)             | 39°18′19″ s. š., 75°22′36″ z. d.      | 15                     | Fl W 5s R sektor  | W 16 nm (30 km) R 12 nm (22 km) | J1272      | 2-1640  | USA-758  |
| Tinicum Island Rear Range  | Aktivní                          |         | Paulsboro                        | 39°50′51″ s. š., 75°14′24″ z. d.      | 34                     | F R               | 18 nm (29 km)                   | J1315.9    | 2-3290  | USA-852  |
| Tucker's Beach             | Replika z roku 1999 muzeum       |         | Tuckerton                        |                                       | 14                     |                   |                                 |            |         |          |
| Waackaack Rear Range       |                                  |         | Keansburg                        | 40°26′39″ s. š., 74°8′10″ z. d.       | 32                     |                   |                                 |            |         | USA-935  |

V tomto článku byly použity tyto zdroje.